# 舊社站
舊社站位於臺中市北屯區，為臺中捷運綠線（烏日文心北屯線）之捷運車站，站名取自當地地名舊社。

## 車站概要

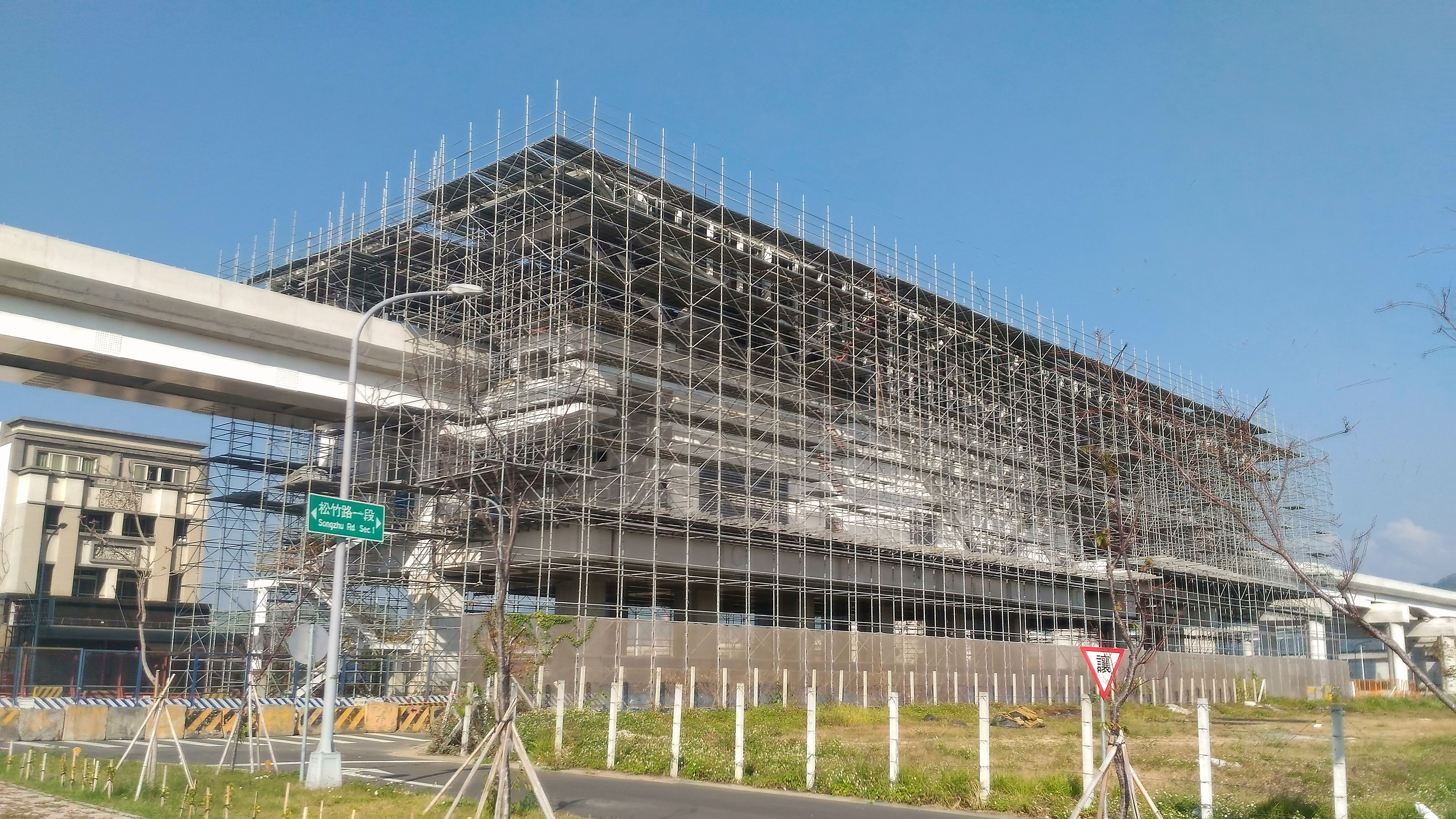
舊社站在2017年2月時的工程狀態

車站位於松竹路一段與敦富路口附近（松竹路一段上）站名取自當地地名舊社；車站編號為103。未來待大坑延伸線完成，將為轉乘點（往大坑或北屯總站）。

## 車站構造
高架車站，兩座側式月台，一個出入口。

### 車站樓層
| 地上 四樓 | 側式月台，右側開門 | 側式月台，右側開門                     |
| 地上 四樓 | ①號月台            | 綠線 往終點站方向（北屯總站）          |
| 地上 四樓 | ②號月台            | 綠線 往高鐵台中站方向（松竹站）        |
| 地上 四樓 | 側式月台，右側開門 |                                        |
| 地上 三樓 | 穿堂層             | 車站大廳、詢問處、自動售票機、驗票閘門 |

| 地上 二樓 | 中間層 | 樓梯、電扶梯轉接平台 |
| 地面層    | 出入口 | 出入口               |

| 地下 一樓 | 停車場 | 停車場 |

### 車站出口
| 出入口                             | 圖片 | 位置               |
| ---------------------------------- | ---- | ------------------ |
| 單一出入口 · 設有電梯 · 設有手扶梯 |      | 松竹路與敦富路路口 |
| 註： 設有電梯 \| 設有手扶梯        |      |                    |

## 利用狀況
舊社站2022全年每日進出人次約1,130人次，在台中捷運系統中排名第15。
| 年   | 年間    | 年間    | 年間     | 單日平均 | 單日平均 |
| 年   | 進站    | 出站    | 進出站計 | 進站     | 進出站   |
| ---- | ------- | ------- | -------- | -------- | -------- |
| 2022 | 213,703 | 198,588 | 412,291  | 585      | 1,130    |

## 外部連結
- 捷運綠線(公開)
- 舊社站（台中捷運股份有限公司） （页面存档备份，存于）